# Martin Martin (rugby)
Pour les articles homonymes, voir Martin Martin et Martin.
Pas d'image ? Cliquez ici

a Compétitions nationales et continentales officielles uniquement.

b Matchs officiels uniquement.
Martin Martin, né le 10 janvier 1923 à Valladolid et mort le 11 juillet 2012 à Carcassonne, est un joueur de rugby à XV et de rugby à XIII international français dans les années 1940 et 1950.
Né en Espagne, il grandit dans le Pays basque et découvre le rugby à XV au Boucau stade où il y est un grand espoir au côté de son frère Félix Martin. En 1944, l'enfant du pays, Félix Bergèse, parti avant la guerre au rugby à XIII à l'AS Carcassonne le convainc, lui et Germain Calbète, de le rejoindre dans ce code de rugby dans la Cité de Carcassonne. Il y effectue toute sa carrière treiziste et constitue l'un des éléments clés à son poste de talonneur au succès de ce club qui domine alors le Championnat de France. Il empile ainsi de nombreux titres : cinq succès en Championnats de France et quatre succès en Coupe de France.
Parallèlement, il intègre l'équipe de France entre 1946 et 1952 où il y est le talonneur titulaire. Il prend une part active dans les succès de la sélection avec trois titres de Coupe d'Europe des nations (1949, 1951 et 1952) et l'accompagne dans la glorieuse tournée de 1951 en Australie.

## Biographie

### Enfance et des débuts au rugby à XV au Boucau stade
Né en Espagne, Martin Martin le rugby à XV dans ses jeunes années au Boucau stade avec à ses côtés Germain Calbète. Son frère, Félix Martin, également suit ses traces au sein du club. Il remporte ainsi la Coupe des XV à la différence de points devant l'Aviron bayonnais de Jean Dauger en 1942. M. Martin est régulièrement sélectionné dans l'équipe régionale de Côte basque où il y cotoie Jean Dubalen et René Duffort notamment.

### 1944: recruté par l'AS Carcassonne, M. Martin rejoint le rugby à XIII et devient la référence à son poste de talonneur

#### 1945: premier titre de Championnat de France
Après son interdiction après la Seconde Guerre mondiale, le rugby à XIII reprend ses droits à la sortie de la guerre. Les clubs, jadis treizistes d'avant guerre, reprennent leurs places et chacune monte leurs équipes en recrutant de nombreux jeunes joueurs performant dans le Championnat de France de rugby à XV.
Composition de l'AS Carcassonne :
Ainsi, en 1944, Félix Bergèse, l'enfant du pays boucaulais parti à Carcassonne avant la Seconde Guerre mondiale, le convainc de le rejoindre au rugby à XIII dans son club de l'AS Carcassonne à l'instar de Germain Calbète. Le club se constitue alors une équipe composée de jeunes éléments judicieusement recrutés qui va poser sa domination sur le XIII français durant la décennie suivante. Surnommés « la famille taillefer », M. Martin et ses coéquipiers composent également l'ossature de l'équipe de France avec en vedette son arrière prodige Puig-Aubert. En février 1945, il prend part à la première rencontre de rugby à XIII sur Paris depuis 1939, la première fois de son histoire au parc des Princes, dans un match exhibition organisé par le journal Paris-Presse entre son nouveau club et l'US Villeneuve et ainsi remettre en lumière ce code de rugby. Cette rencontre avait également pour objection de rassembler des fonds au bénéfice de l'œuvre de la 1re division des Forces Françaises Libres. Talonneur, il compose la première ligne de Carcassonne avec ses deux piliers Jean Poch et Louis Carrère, qui n'a rien à envier à ce qui se fait de mieux en rugby à XV en matière de solidité, cohérence et efficacité.
L'AS Carcassonne domine le Championnat de la saison régulière et se qualifie pour la phase finale, tout comme en Coupe de France, qui a  également repris ses droits, avec une finale à disputer au parc des Princes de Paris contre l'équipe de Perpignan du XIII Catalan. Cette finale intervient une semaine après l'équipe de cette dernière en demi-finale du Championnat par les Carcassonnais et était donc la revanche. M. Martin y est titularisé, mais manque Félix Bergèse blessé et remplacé par Jep Maso. La victoire revient aux Catalans 27-18 dans une partie plaisante à voir à l'exception d'échanges de coups entre plusieurs équipiers à l'initiative de Martin Martin, obligeant l'intervention des dirigeants pour ramener le calme. La finale du Championnat de France se dispute la semaine suivante au stade Jean-Laffon de Perpignan face au Toulouse olympique XIII. M. Martin et ses coéquipiers ne veulent pas perdre une nouvelle finale et s'emploient pour dominer leur adversaire toulousain emmené par Raoul Pérez. La finale est serrée, la décision se fait en fin de partie et voir les Canaris, surnom de l'équipe de l'AS Carcassonne en raison de la couleur jaune et noir de leur maillot, s'imposer par la plus petite des marge 13-12. M. Martin décroche son premier titre d'une longue série.

#### 1946: le double Championnat/Coupe et obtention de la qualité d'international
Composition de l'équipe de France :
La saison 1945-1946 voit M. Martin et l'AS Carcassonne dominer la saison régulière du Championnat. En janvier 1946, une sélection du Languedoc-Rousillon est créée pour affronter une sélection britannique. Cette sélection est composée des meilleurs joueurs du XIII Catalan, FC Lézignan et de l'AS Carcassonne. La titularisation de M. Martin au poste de talonneur est un préalable, confirmant son statut d'un des meilleurs talonneurs du Championnat. Les Britanniques l'emportent 19-6 et M. Martin est cité comme l'un des meilleurs joueurs français dans cette rencontre aux côtés de Puig-Aubert et Frédéric Trescazes. Naturellement, M. Martin fait partie du premier rassemblement de l'équipe de France d'après-guerre. Réunie à Toulouse fin janvier 1946, les sélectionneurs de la Ligue française de rugby à XIII annoncent le XIII de France qui affronte l'Angleterre le 23 février 1946 dans le cadre de la Coupe d'Europe des nations. M. Martin y est annoncé titulaire au poste de talonneur entouré des piliers Ambroise Ulma (XIII Catalan) et Henri Gibert (RC Roanne), toutefois la première ligne sera finalement composée de Henri Gibert, Henri Durand et M. Martin, ce dernier placé au poste de pilier. H. Durand, ayant été international avant guerre au poste de talonneur, joue à ce poste. La France est battue 16-6 à Swinton. Le mois suivant, la sélection française affronte l'équipe du pays de Galles dans cette deuxième rencontre de la Coupe d'Europe. La place de M. Martin est remise en question par les sélectionneurs qui hésitent sur la composition mais est finalement confirmé comme son partenaire H. Gibert, Ambroise Ulma remplaçant H. Durand. La partie française est brillante, Puig-Aubert homme du match. M. Martin marque le premier essai français et a une large part de responsabilité dans le succès français 19-7 devant les 25 000 spectateurs au parc Lescure de Bordeaux. La France ne remporte pas le titre en raison de la différence de points face à l'Angleterre qui s'adjuge la première Coupe d'Europe d'après-guerre.
Composition de l'AS Carcassonne :
Dans les compétitions nationales, l'AS Carcassonne réalise une saison de très haut niveau. En Coupe de France, M. Martin et ses coéquipiers éliminent le FC Lézignan et l'US Villeneuve pour affronter en finale le XIII Catalan, ce même adversaire qui les avait privé du titre l'année précédente. La finale, disputée le 19 mai 1946 au stade Chapou de Toulouse, voit le succès des Carcassonnais 27-7. Il s'agit de la première Coupe de France remportée par M. Martin, placé en première ligne avec J. Poch et L. Carrère. Ce succès permet au club audois et M. Martin de réaliser le premier doublé de l'histoire du rugby à XIII en France, performance qu'aucun club n'avait pu réaliser avant la guerre. En effet, la semaine précédente, l'AS Carcassonne au terme d'un parcours sans faute en Championnat en étant vainqueur de la saison régulière puis battant 15-3 le RC Roanne en demi-finale remporte le titre 12-0 face au Toulouse olympique XIII avec la même première ligne d'avants Poch-Martin-Carrère qui imposèrent une domination à peu près constante sur leurs homologues.

#### Les saisons 1947 et 1948
Lors de la saison 1946-1947, l'équipe de l'AS Carcassonne est reconduite tout comme M. Martin.

## Palmarès
- Collectif : 
  - Vainqueur de la Coupe d'Europe des nations : 1949, 1951 et 1952 (France).
  - Vainqueur du Championnat de France : 1945, 1946, 1950, 1952 et 1953 (Carcassonne).
  - Vainqueur de la Coupe de France : 1946, 1947, 1951 et 1952 (Carcassonne).
  - Finaliste du Championnat de France : 1947, 1948, 1949, 1955 et 1956 (Carcassonne).
  - Finaliste de la Coupe de France : 1945, 1948 et 1949 (Carcassonne).

### Détails en sélection
| 1.  | 23 février 1946  | Angleterre          | 6-16  | Coupe d'Europe | Pilier    | - | - | - | - |
| 2.  | 24 mars 1946     | Pays de Galles      | 19-7  | Coupe d'Europe | Talonneur | 3 | 1 | - | - |
| 3.  | 8 décembre 1946  | Angleterre          | 0-3   | Coupe d'Europe | Talonneur | - | - | - | - |
| 4.  | 12 avril 1947    | Pays de Galles      | 15-17 | Coupe d'Europe | Talonneur | - | - | - | - |
| 5.  | 28 novembre 1948 | Angleterre          | 5-12  | Coupe d'Europe | Talonneur | - | - | - | - |
| 6.  | 9 janvier 1949   | Australie           | 10-29 | Test-match     | Talonneur | - | - | - | - |
| 7.  | 23 janvier 1949  | Australie           | 0-10  | Test-match     | Talonneur | - | - | - | - |
| 8.  | 12 mars 1949     | Angleterre          | 12-5  | Coupe d'Europe | Talonneur | - | - | - | - |
| 9.  | 10 avril 1949    | Pays de Galles      | 11-0  | Coupe d'Europe | Talonneur | - | - | - | - |
| 10. | 4 décembre 1949  | Angleterre          | 5-13  | Coupe d'Europe | Talonneur | - | - | - | - |
| 11. | 11 novembre 1950 | Angleterre          | 9-14  | Coupe d'Europe | Talonneur | - | - | - | - |
| 12. | 10 décembre 1950 | Autres Nationalités | 16-3  | Coupe d'Europe | Talonneur | - | - | - | - |
| 13. | 15 avril 1951    | Pays de Galles      | 28-13 | Coupe d'Europe | Talonneur | - | - | - | - |
| 14. | 4 août 1951      | Nouvelle-Zélande    | 15-16 | Test-match     | Talonneur | - | - | - | - |
| 15. | 3 novembre 1951  | Autres Nationalités | 14-17 | Coupe d'Europe | Talonneur | - | - | - | - |
| 16. | 25 novembre 1951 | Angleterre          | 42-13 | Coupe d'Europe | Talonneur | 3 | 1 | - | - |
| 17. | 23 décembre 1951 | Nouvelle-Zélande    | 8-3   | Test-match     | Talonneur | - | - | - | - |
| 18. | 30 décembre 1951 | Nouvelle-Zélande    | 17-7  | Test-match     | Talonneur | 3 | 1 | - | - |
| 19. | 6 avril 1952     | Pays de Galles      | 20-12 | Coupe d'Europe | Talonneur | - | - | - | - |
| 20. | 25 octobre 1952  | Pays de Galles      | 16-22 | Coupe d'Europe | Talonneur | - | - | - | - |
| 21. | 23 novembre 1952 | Autres Nationalités | 10-29 | Coupe d'Europe | Talonneur | - | - | - | - |

### Statistiques
| Saison  | Saison         | Championnat           | Championnat | Coupe           | Coupe      | Sélection | Sélection | Sélection | Sélection | Sélection | Sélection | Sélection |
| Saison  | Saison         | Comp.                 | Class.      | Comp.           | Class.     | Comp.     | M         | Pts       | Ess.      | Buts      | Dp.       |           |
| ------- | -------------- | --------------------- | ----------- | --------------- | ---------- | --------- | --------- | --------- | --------- | --------- | --------- | --------- |
| 1944-45 | AS Carcassonne | Championnat de France | Vainqueur   | Coupe de France | Finaliste  |           |           |           |           |           |           |           |
| 1945-46 | AS Carcassonne | Championnat de France | Vainqueur   | Coupe de France | Vainqueur  | CE        | 2         | 3         | 1         | 0         | 0         |           |
| 1946-47 | AS Carcassonne | Championnat de France | Finaliste   | Coupe de France | Vainqueur  | CE        | 2         | 0         | 0         | 0         | 0         |           |
| 1947-48 | AS Carcassonne | Championnat de France | Finaliste   | Coupe de France | Finaliste  |           |           |           |           |           |           |           |
| 1948-49 | AS Carcassonne | Championnat de France | Finaliste   | Coupe de France | Finaliste  | CE        | 5         | 0         | 0         | 0         | 0         |           |
| 1949-50 | AS Carcassonne | Championnat de France | Vainqueur   | Coupe de France | 1/8 finale | CE        | 1         | 0         | 0         | 0         | 0         |           |
| 1950-51 | AS Carcassonne | Championnat de France | 1/2 finale  | Coupe de France | Vainqueur  | CE/T      | 4         | 0         | 0         | 0         | 0         |           |
| 1951-52 | AS Carcassonne | Championnat de France | Vainqueur   | Coupe de France | Vainqueur  | CE        | 5         | 6         | 2         | 0         | 0         |           |
| 1952-53 | AS Carcassonne | Championnat de France | Vainqueur   | Coupe de France | 1/4 finale | CE        | 2         | 0         | 0         | 0         | 0         |           |
| 1953-54 | AS Carcassonne | Championnat de France | 7e          | Coupe de France | 1/4 finale |           |           |           |           |           |           |           |
| 1954-55 | AS Carcassonne | Championnat de France | Finaliste   | Coupe de France | 1/8 finale |           |           |           |           |           |           |           |
| 1955-56 | AS Carcassonne | Championnat de France | Finaliste   | Coupe de France | 1/4 finale |           |           |           |           |           |           |           |
| 1956-57 | AS Carcassonne | Championnat de France | 1/2 finale  | Coupe de France | 1/4 finale |           |           |           |           |           |           |           |